# 千億の恋人
「千億の恋人」（せんおくのこいびと）は、1986年3月21日に発売された麻倉未稀の15枚目のシングル。発売元はキングレコード/CRYSTAL BIRD。

## 概要
9枚目のアルバム『WARM ICE "AUSSIE BLEND"』からの先行シングル。レコーディングはオーストラリア・シドニーで行われた。
「千億の恋人」「モノクローム」ともに、車載用音響機器メーカー ″クラリオン″ から発売されたカーオーディオ「シティ・コネクション」のCMソングとして使用された。
「モノクローム」は、8枚目のアルバム『FOREIGNER』からのシングル・カット。

## 収録曲
1. 千億の恋人
作詞：JUKO / 作曲・編曲：佐藤準
2. モノクローム
作詞：麻倉未稀 / 作曲：MICHAEL LIN / 編曲：戸塚修

## 参考資料
- オリコン『SINGLE CHART-BOOK COMPLETE EDITION 1968-2005』オリコン・マーケティング・プロモーション、2006年4月。ISBN 9784871310765。